# Julio Castañeda
Julio Castañeda (* 11. November 1985 in Ingeniero Jacobacci) ist ein ehemaliger argentinischer Biathlet.

## Karriere
Julio Castañeda startete ab 2006 regelmäßig im Europacup und dessen Nachfolger, dem IBU-Cup. Bestes Resultat wurde in seiner Karriere der 68. Platz eines Einzels, erreicht 2008 in Langdorf. Bei den Biathlon-Südamerikameisterschaften 2010 gewann er mit 174 von 180 möglichen Punkten die Gesamtwertung und wurde damit erster Südamerikameister. In Portillo gewann er dabei das Einzel und den Massenstart, das Sprintrennen beendete er hinter Marco Zúñiga auf dem zweiten Platz. Auch 2011 und 2012 gewann Castañeda die Gesamtwertung. Seine letzten internationalen Bewerbe bestritt der Argentinier im Februar 2013 in Martell, im Weltcup durfte er nie starten.